# Biskupia Kopa
Biskupia Kopa (cz. Biskupská kupa, niem. Bischofskoppe) – góra położona na granicy polsko-czeskiej, w paśmie Gór Opawskich w Sudetach Wschodnich, pomiędzy Jarnołtówkiem i Zlatymi Horami. Jej najwyższy punkt (890 m n.p.m.) leży po stronie czeskiej. Góra stanowi najwyżej położony punkt województwa opolskiego i należy do Korony Gór Polski, Korony Sudetów Polskich oraz Korony Parku Krajobrazowego Góry Opawskie.

## Nazwa
W przeszłości, góra przypuszczalnie była nazywana Oser od legendarnego plemienia Ozów, zamieszkującego okolice Prudnika na początku naszej ery. Jej obecna nazwa prawdopodobnie pochodzi od jej kształtu, przypominającego mitrę biskupią, lub też od nadania okolicznych terenów księstwu biskupiemu przez króla węgierskiego Macieja Korwina, które miało miejsce w 1474.
Polską nazwę góry w formie Biskupia Kopa w książce „Krótki rys jeografii Szląska dla nauki początkowej” wydanej w Głogówku w roku 1847 wymienił śląski pisarz Józef Lompa. Tę samą nazwę podał Józef Mycielski w książce „Pierwotne słowiańskie nazwiska miejscowości na Szlązku Pruskim” w 1900 jako polski odpowiednik niemieckiej nazwy – Bischofskoppe. Nazwa Biskupia Kopa została ustalona urzędowo w 1949. Forma Kopa Biskupia, stosowana w niektórych publikacjach i nazwach obiektów, jest nieprawidłowa.

## Historia

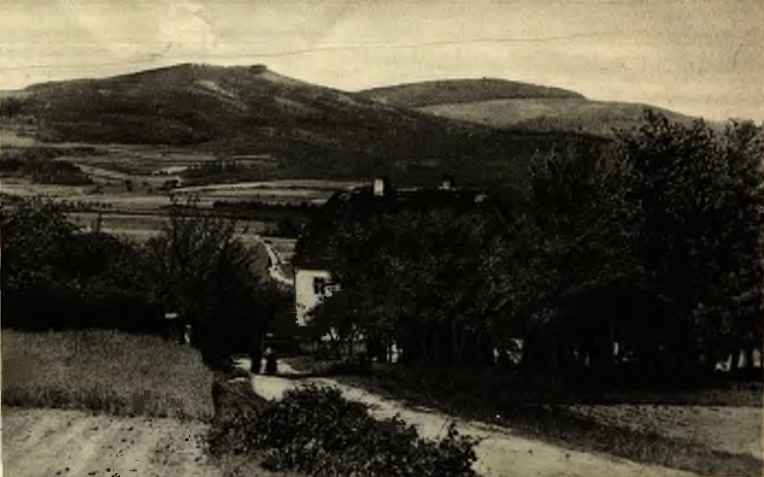
Widok z Wieszczyny na Biskupią Kopę i Srebrną Kopę (ok. 1930)

Najstarsza historia Biskupiej Kopy nie jest dobrze znana, ponieważ góra była pomijana w opracowaniach wczesnośredniowiecznych. W czasach niemieckich wysunięto tezę, iż w okresie przedchrześcijańskim Biskupia Kopa była górą objętą kultem przez lokalne plemiona słowiańskie lub germańskie. Podobnie jak w przypadku Ślęży, wyjątkowa pozycja Biskupiej Kopy w krajobrazie okolic Prudnika miała wzbudzać zainteresowanie pogańskich kapłanów. Teoria ta nigdy nie została udowodniona, a w rejonie Biskupiej Kopy nie odnaleziono żadnych plemiennych przedmiotów. Według innej teorii, okolice Prudnika były w tamtych czasach niezamieszkałe (Prudnik i pobliskie wsie zostały założone podczas akcji kolonizacyjnej prowadzonej przez Woka z Rożemberka w latach 1255–1259).
Na stokach Biskupiej Kopy znajdował się zamek Leuchtenštejn. Byłą to niewielka strażnica, która kontrolowała drogę ze Zlatych Hor do Opawy przez przełęcz pod Zamkową Górą. Na załomie północnego grzbietu Kopy zachowały się fundamenty budowli (tzw. „Grzebień”), która mogła być wieżą lub platformą obserwacyjną zamku Leuchtenštejn (widok z wieży na zamku nie obejmował części doliny Bystrego Potoku). Platforma mogła też zostać zbudowana w XVIII lub XIX wieku przez żołnierzy, chcących obserwować północne stoki Biskupiej Kopy.
Na grzbiecie Biskupiej Kopy (515 m n.p.m.) schodzącym w kierunku Zlatych Hor z kaplicą św. Rocha rozegrały się w okresie wojen śląskich dwie bitwy pomiędzy Prusami i Austrią w 1759 i 1779. W ramach parcelacji folwarku biskupów wrocławskich, w 1787 na zachodnim stoku Kopy powstał Rožmitál – przysiółek Zlatych Hor.
Już w 1835 na szczycie Biskupiej Kopy miał stać obiekt triangulacyjny w postaci „białej piramidy”. Został zastąpiony drewnianą wieżą pomiarową, po której następczyniach pozostały fundamenty i kamień mierniczy.

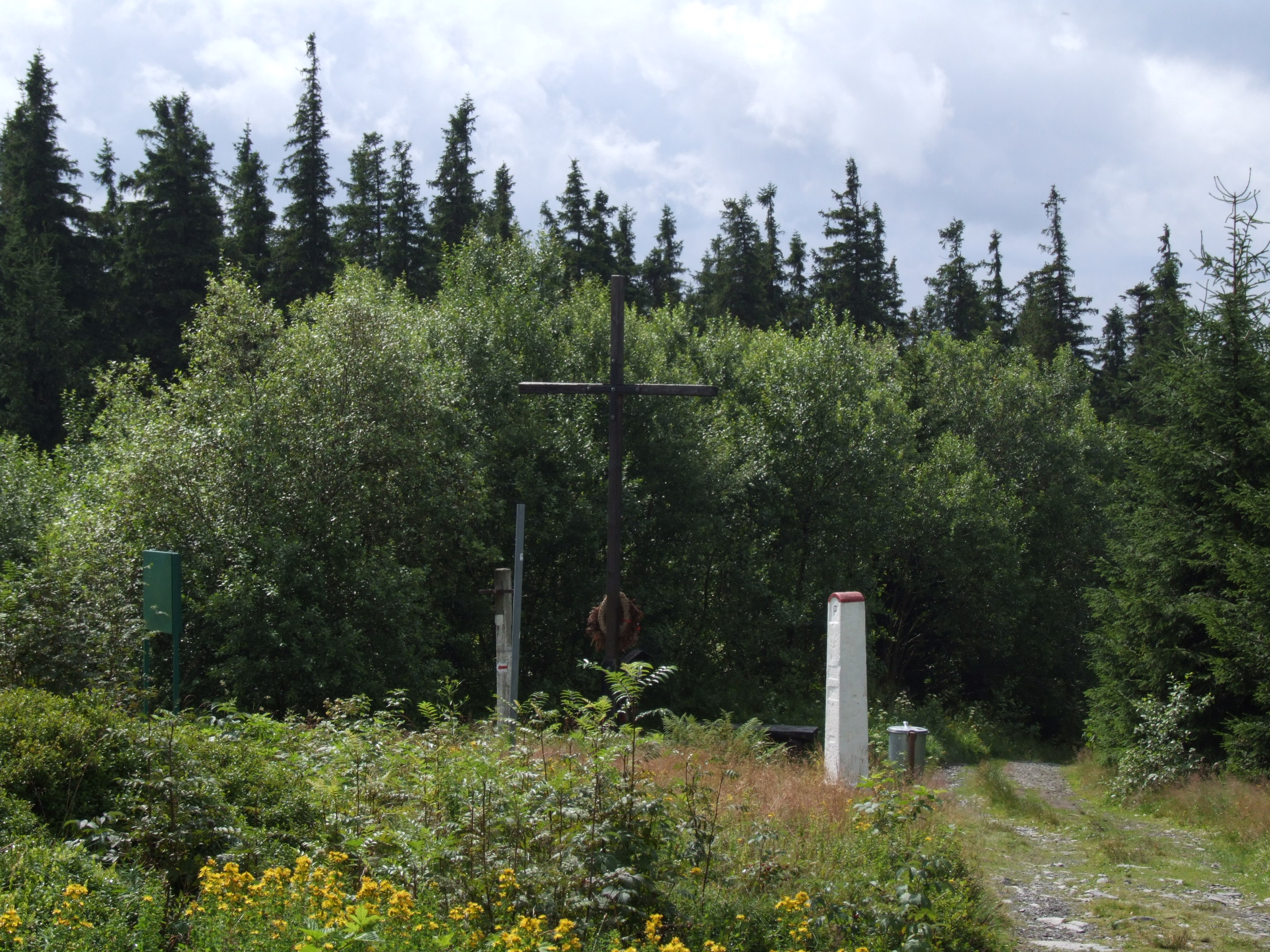
Miejsce, w którym stało schronisko „Rudolfsheim”

Pierwsze schronisko turystyczne na Biskupiej Kopie, nazwane „Rudolfsheim”, stanęło na południe od szczytu w 1893. Jej właścicielami była rodzina Rudolfów z Petrovic. Budowlę schroniska rozebrano w 1954 pod pretekstem stania zbyt blisko granicy. Nieopodal ruin „Rudolfsheim” w 1925 postawiono mały pomnik w formie krzyża z tablicą informującą o ufundowaniu „z wdzięczności” przez rodzinę Rudolf. W 1898 na Biskupiej Kopie staraniem prudnickiego oddziału Morawsko-Śląskiego Sudeckiego Towarzystwa Górskiego została wybudowana 18-metrowa wieża widokowa, nazwana imieniem władcy Austro-Węgier Franciszka Józefa.
W 1911 na Kopę wszedł ostatni król Saksonii Fryderyk August III Wettyn. Jego odwiedziny upamiętniała dawniej pamiątkowa tablica. W 1913 gmina Prudnik kupiła lasy na niemieckich stokach Biskupiej i Srebrnej Kopy. Z inicjatywy burmistrza Prudnika Paula Langego pod szczytem Biskupiej Kopy powstało późniejsze schronisko PTTK „Pod Kopą Biskupią”, oddane do użytku w 1924. Obiekt był własnością miasta Prudnik i stał na gruntach miejskich. W związku z rozbudową schroniska w latach 30. XX wieku, Prudnik powołał Związek Celowy „Biskupia Kopa”.
Przed I wojną światową zbudowana została droga z Pokrzywnej na Biskupią Kopę. Imieniem burmistrza Prudnika Paula Langego nazwano leśny plac na rozwidleniu dróg z kapliczką. Stroma ścieżka z placu Langego do schroniska „Pod Kopą Biskupią” również otrzymała jego nazwisko. Zginął tu woźnica przygnieciony podczas zwózki drewna, a po II wojnie światowej od uderzenia piorunem zginął kolejny człowiek. W latach 50. i 60. XX wieku na stokach Biskupiej Kopy znajdowała się odkrywkowa kopalnia uranu, skąd radioaktywny urobek wywożony był do Kowar.
2 lipca 1997 na Biskupiej Kopie utworzono turystyczne przejście graniczne Jarnołtówek–Zlaté Hory, zlikwidowane 21 grudnia 2007 na mocy układu z Schengen. W 2005 powyżej ruin schroniska „Rudolfsheim” stanął ufundowany przez Miroslava Petřika „krzyż pojednania”, symbolizujący pojednanie trzech narodów: czeskiego, polskiego i niemieckiego.
W 2017 zakończono budowę drogi na Biskupią Kopę, wiodącą Saperską Drogą przez Przełęcz pod Zamkową Górą, Plac Konrada Habla i Przełęcz Mokrą. W tym samym roku wycięto 8 tysięcy m³ świerka na stokach Biskupiej Kopy z powodu osłabienia suszą i ataku korników. Nadleśnictwo Prudnik rozpoczęło działania zmierzające do odbudowy lasu, ale o zmienionym składzie gatunkowym. 20 marca 2023 na szczycie Biskupiej Kopy otwarto pawilon z punktem informacji turystycznej miasta Zlaté Hory.

## Charakterystyka
Przyjmuje się, że Biskupia Kopa jest najwyższym szczytem w polskiej części Gór Opawskich oraz najwyższym wzniesieniem województwa opolskiego, chociaż najwyższy jej punkt, wraz z zabytkową wieżą widokową, znajduje się po czeskiej stronie. W przyziemiu wieży widokowej znajduje się punkt geodezyjny o wysokości 890,62 m n.p.m. 
Pod koniec XIX wieku wyznaczono pierwsze szlaki prowadzące na szczyt oraz wybudowano czynną do dziś wieżę widokową. Biskupia Kopa jest od wieków górą graniczną – od 1229 rozdzielała biskupstwa wrocławskie i ołomunieckie, po wojnach śląskich tereny pod panowaniem Habsburgów i Hohenzollernów, następnie Czechosłowacji i Niemiec, a obecnie przez szczyt przebiega granica polsko-czeska.

## Geologia
Kilkakrotne zalewy morskie, kolejne wypiętrzenia, erozja wodna i działanie lodowca sprawiły, że w okolicach Biskupiej Kopy znajduje się wiele rodzajów skał i form geologicznych. Masyw budują skały osadowe z okresu dewońskiego, kiedy ten obszar zalewało morze. Należą do nich piaskowce oraz łupki fyllitowe. Po ich eksploatacji pozostało wiele wyrobisk, m.in. Gwarkowa Perć, Piekiełko, Morskie Oczko. Najlepiej zachowane wychodnie łupków znajdują się na skałkach Karlikach, w Gwarkowej Perci oraz w nieczynnym kamieniołomie koło Jarnołtówka. W łupkach tych znajdują się miejscami większe nagromadzenia uranu.

## Przyroda ożywiona
Stoki Biskupiej Kopy porastają naturalne lasy bukowe i grądowe oraz nasadzone bory świerkowe, które występują przede wszystkim w jej partiach szczytowych. Na górze występuje wiele chronionych i rzadkich gatunków roślin, m.in. buławnik mieczolistny, kukułka plamista, podkolan biały oraz parzydło leśne, dziewięćsił bezłodygowy, lilia złotogłów. Szczyt Biskupiej Kopy to jedyne miejsce, gdzie rośnie jeden z najbardziej zagrożonych gatunków flory Gór Opawskich – jaskier platanolistny.
Okolice Biskupiej Kopy w przeszłości zamieszkiwały niedźwiedzie i wilki. Na górze występuje motyle paź królowej, mieniak strużnik i mieniak tęczowiec. Wyginął niepylak mnemozyna, żyjący na polanach pod szczytem Biskupiej Kopy. Spośród zwierząt kręgowych występują tu liczne gatunki płazów, m.in.: salamandra plamista, traszka górska, traszka grzebieniasta, kumak górski oraz rzekotka drzewna. W okolicy spotkać można również typowo górskie gatunki ptaków: pluszcza, pliszkę górską i orzechówkę. Do ssaków zaliczają się m.in. popielica oraz badylarka. Sporadycznie bytuje tu muflon śródziemnomorski, sprowadzony w Sudety na początku XX wieku.

## Turystyka

### Szlaki turystyczne i rowerowe
Na sam szczyt oraz w obrębie góry zlokalizowano następujące cztery szlaki turystyczne, biegnące zarówno ze strony polskiej, jak i czeskiej:
 Głuchołazy – szczyt Przednia Kopa – szczyt Parkowa Góra – Podlesie – Jarnołtówek – szczyt Biskupia Kopa – Przełęcz pod Kopą (Przełęcz Mokra) – szczyt Srebrna Kopa – Przełęcz pod Zamkową Górą – Zamkowa Góra – szczyt Szyndzielowa Kopa – Pokrzywna – Wieszczyna – góra Długota – Dębowiec – góra Kobylica – Sanktuarium św. Józefa w Prudniku-Lesie – góra Kozia Góra – Prudnik
 Jarnołtówek – Bukowa Góra – szczyt Piekiełko – góra Biskupia Kopa – Przełęcz pod Kopą – góra Srebrna Kopa – Przełęcz Pod Zamkową Górą – Zamkowa Góra – Pokrzywna
  Zlaté Hory – szczyt Svatý Rochus – Mnichův kámen – szczyt Biskupia Kopa – przełęcz Petrovy boudy – Petrovice
  Zlaté Hory – ruiny zamku Leuchtenštejn – szczyt Biskupia Kopa – Petrovice
oraz dwie ścieżki dydaktyczne na trasach:
 Pokrzywna – rezerwat przyrody Cicha Dolina – schronisko „Pod Kopą Biskupią”
 (czes. NS Svatý Roch) przełęcz Petrovy boudy – góra Biskupia Kopa – źródło Pramen sv. Rocha – przełęcz Petrovy boudy.
Przez górę poprowadzono również szlak rowerowy na trasie:
 Nowa Wieś – Pokrzywna – Zamkowa Góra – Przełęcz pod Zamkową Górą – góra Srebrna Kopa – Przełęcz pod Kopą (Przełęcz Mokra) – góra Piekiełko – Jarnołtówek.
13 lipca 2010, w ramach organizowanego w Prudniku VI Europejskiego Tygodnia Turystyki Rowerowej, w którym wzięli udział rowerzyści z całej Europy, przez szczyt Biskupiej Kopy prowadziła trasa „Dzień Czeski”.

### Obiekty turystyczne

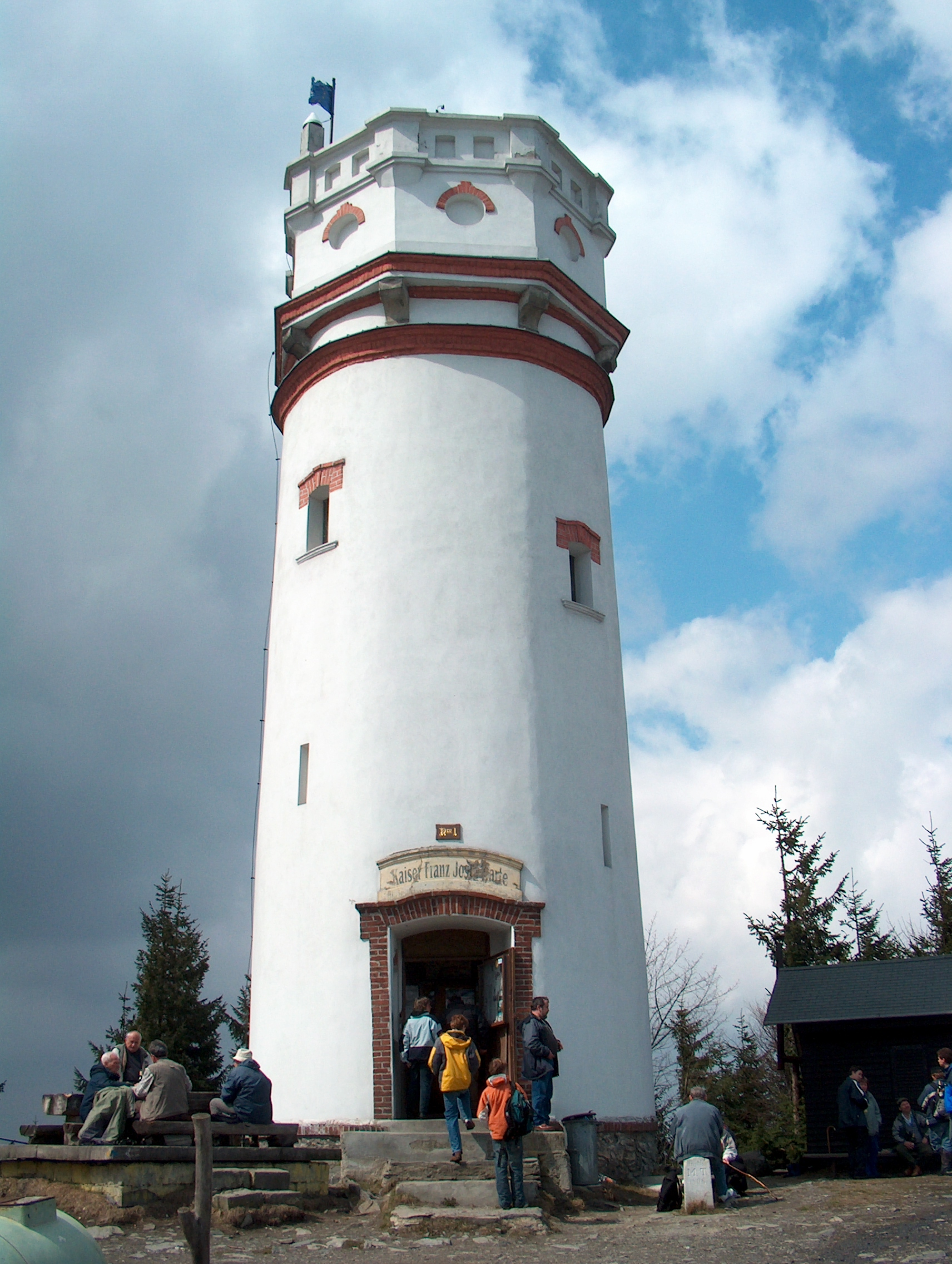
Wieża widokowa na Biskupiej Kopie

Na szczycie znajduje się kamienna wieża widokowa o wysokości 18 m. Zbudowana w 1898 przez Morawsko-Śląskie Sudeckie Towarzystwo Górskie (niem. Mährisch-Schlesischer Sudetengebirgsverein (MSSGV)) w jubileusz 50-lecia panowania cesarza Franciszka Józefa I (Kaiser-Franz-Josef-Warte). Organizacja ta już w 1890 zbudowała w tym miejscu pierwszą, drewnianą wieżę widokową, która została rozebrana w 1895. Wieża z 1898 po wojnie uległa zaniedbaniu. Została ponownie udostępniona turystom w 1996. Wejście na górną platformę zapewnia szeroki widok na Jesioniki (czes. Jeseníky), Masyw Śnieżnika (czes. Králický Sněžník) i Góry Złote (czes. Rychlebské hory). Przy dobrej pogodzie widoczne zarysy Karkonoszy, Gór Stołowych i Sowich. Piękna panorama miasta Zlaté Hory. Widoczne są także zbiorniki Nyski i Otmuchowski. Niecały kilometr na północny zachód od wierzchołka znajdują się małe ruiny zamku Leuchtenštejn, który zbudowano w połowie XIII w. dla ochrony Biskupstwa Wrocławskiego (zachowane resztki umocnień).
Na Biskupiej Kopie funkcjonowały dwa przejścia graniczne na szlakach turystycznych Jarnołtówek (Biskupia Kopa) – Zlaté Hory (Biskupská Kupa) oraz Jarnołtówek – Zlaté Hory (Biskupská kupa, vrchol) dla pieszych, rowerzystów i narciarzy.
Przejścia funkcjonowały do 21 grudnia 2007, kiedy to na mocy Układu z Schengen zostały zlikwidowane.
Góra zaliczana jest do Korony Gór Polski.

## Wypadki
- 1915 – w lesie pod Biskupią Kopą cieśla Zimmermann i pielęgniarka z Opawy popełnili razem samobójstwo przez powieszenie po wydaniu pieniędzy, jakie Zimmermann zabrał swojej żonie[26].
- listopad 1934 – 20-letnia mężatka Lau z Gliwic spadła na Biskupiej Kopie w przepaść, doznając ciężkich obrażeń. Znaleziona następnego dnia trafiła do szpitala w Prudniku, jednak nie udało się uratować jej życia. „Nowiny Codzienne” opisały wydarzenie jako pierwszą katastrofę z wynikiem śmiertelnym „odkąd urządza się wycieczki w góry śląskie”[27].
- luty 2013 – grupa turystów z Poznania wybrała się na Biskupią Kopę na wycieczkę z noclegiem w trudnych warunkach zimowych. Podczas rozbijania obozu, na jednego z turystów spadł z drzewa konar i ranił go w głowę. Wezwano Górskie Ochotnicze Pogotowie Ratunkowe z oddalonego o 110 km Międzygórza (GOPR nie posiada bazy w Górach Opawskich), jednak przed jego przybyciem poszkodowany został sprowadzony do szosy i przekazany zespołowi ratownictwa medycznego[28].
- 3 listopada 2019 – mężczyzna poślizgnął się na skałach i spadł w dół doznając obrażeń. Po udzieleniu mu wstępnej pomocy, został przetransportowany do szpitala śmigłowcem[29].
- 28 sierpnia 2021 – 55-latek doznał ataku serca w trakcie zdobywania szczytu. Pomimo akcji ratowniczej nie udało się uratować życia turyście[30].

## Nawiązania i odniesienia w kulturze
Przez Biskupią Kopę przechodzili w drodze do rodzinnego Prudnika bohaterowie powieści Lato umarłych snów autorstwa niemieckiego pisarza Harry’ego Thürka.